# 花咲宏基
花咲 宏基 （はなさき ひろき、1966年8月14日 - ）は、日本の政治家。元衆議院議員（1期）。

## 来歴
広島県尾道市出身。金光学園中学校・高等学校（ラグビー部に所属）、慶應義塾大学法学部政治学科（応援部で主将を務める）卒業。大学卒業後、リクルートに入社。1991年11月、大前研一が代表を務める平成維新の会に参加し、事務局長補佐を務める。2003年、衆議院議員・長島昭久の事務所に入所し、同年11月から長島の公設第二秘書を務める。
2004年3月、民主党岡山県連が実施した候補者公募に合格し、10月に岡山県第5区総支部代表に就任。2005年の第44回衆議院議員総選挙に岡山5区から出馬したが、自由民主党の村田吉隆に約5万票差で敗れ、落選した。2009年の第45回衆議院議員総選挙においても岡山5区で自民党の加藤勝信に選挙区で敗れたが、重複立候補していた比例中国ブロックで復活し、初当選した。当選後、花斉会（野田グループ）に入会。
2011年民主党代表選挙では、所属する花斉会の会長である野田佳彦の推薦人に名を連ねた。
2012年の第46回衆議院議員総選挙においても岡山5区から出馬するが前回の半分にも満たない得票数で再び加藤に敗れ、比例復活も叶わず落選した。その後、「ビジネスの世界に戻り、一人の市民として政治に参加したい」という趣旨の文書を発表し、政界を引退。落選後からは株式会社「ライヴス」に入社し、地域おこしなどの業務に携わっていたが、2020年からは再び長島昭久の事務所に入所し秘書を務めている。

## かつて訴えた政策
- 政治家の世襲に反対
- 国会議員に定年制度を設ける
- 自主防衛力を増強し、日米同盟を適切に運用する